# Doumanaba
Doumanaba è un comune rurale del Mali facente parte del circondario di Sikasso, nella regione omonima.
Il comune è composto da 11 nuclei abitati:
- Boro
- Doumanaba
- Fonsebougou
- Fanièna
- Kankarna
- Niara Dougou
- Sossoro
- Tountoun–Diassa
- Zangasso
- Zamperso
- Ziguéna